# Aleuromarginatus tephrosiae
Aleuromarginatus tephrosiae là một loài côn trùng cánh nửa trong họ Aleyrodidae, phân họ Aleyrodinae.
Aleuromarginatus tephrosiae được Corbett miêu tả khoa học đầu tiên năm 1935.